# Хольстеин-Ледреборг, Лудвиг
Йохан Лудвиг Карл Кристиан Тидо, граф Хольстеин-Ледреборг (дат. Johan Ludvig Carl Christian Tido lensgreve Holstein til Ledreborg; 1839—1912) — датский политик; председатель совета (премьер-министр) Дании с 16 августа по 28 октября 1909 года; занимал также пост министра обороны Дании с 18 октября по 28 октября 1909 года.
Являлся один из лидеров реформистского крыла партии Венстре. Считался выдающимся и динамичным партийным лидером, но уже в 1890 году отошёл от политической жизни, посвятив себя сельской жизни в Зеландии.
В 1909 году в связи с отсутствием выраженного большинства в парламенте по итогам выборов, один из лидеров Венстре и в дальнейшем премьер-министр страны Клаус Бернтсен предложил Фредерика VIII сформировать правительство Холстеин-Ледреборгу, если он сможет заручиться поддержкой трёх основных либеральных партий, что ознаменовало создание первой коалиции после установления парламентаризма в Дании. В состав сформированного либерального кабинета вошли Йенс Кристиан Кристенсен в качестве министра обороны, Ниельс Неергорд в качестве министра финансов, и Клаус Бернтсен в качестве министра юстиции.
С 18 октября Хольстеин-Ледреборг возглавил также министерство обороны Дании.
Спустя два месяца после формирования правительства консервативные члены парламента призвали к вотуму недоверия коалиционному кабинету, но эта попытка провалилась. Однако вскоре радикальные демократы также призвали к вотуму недоверия; по итогам голосования впервые датское правительство было низложено выражением парламентского вотума недоверия.